# Francisc I, Duce de Nevers

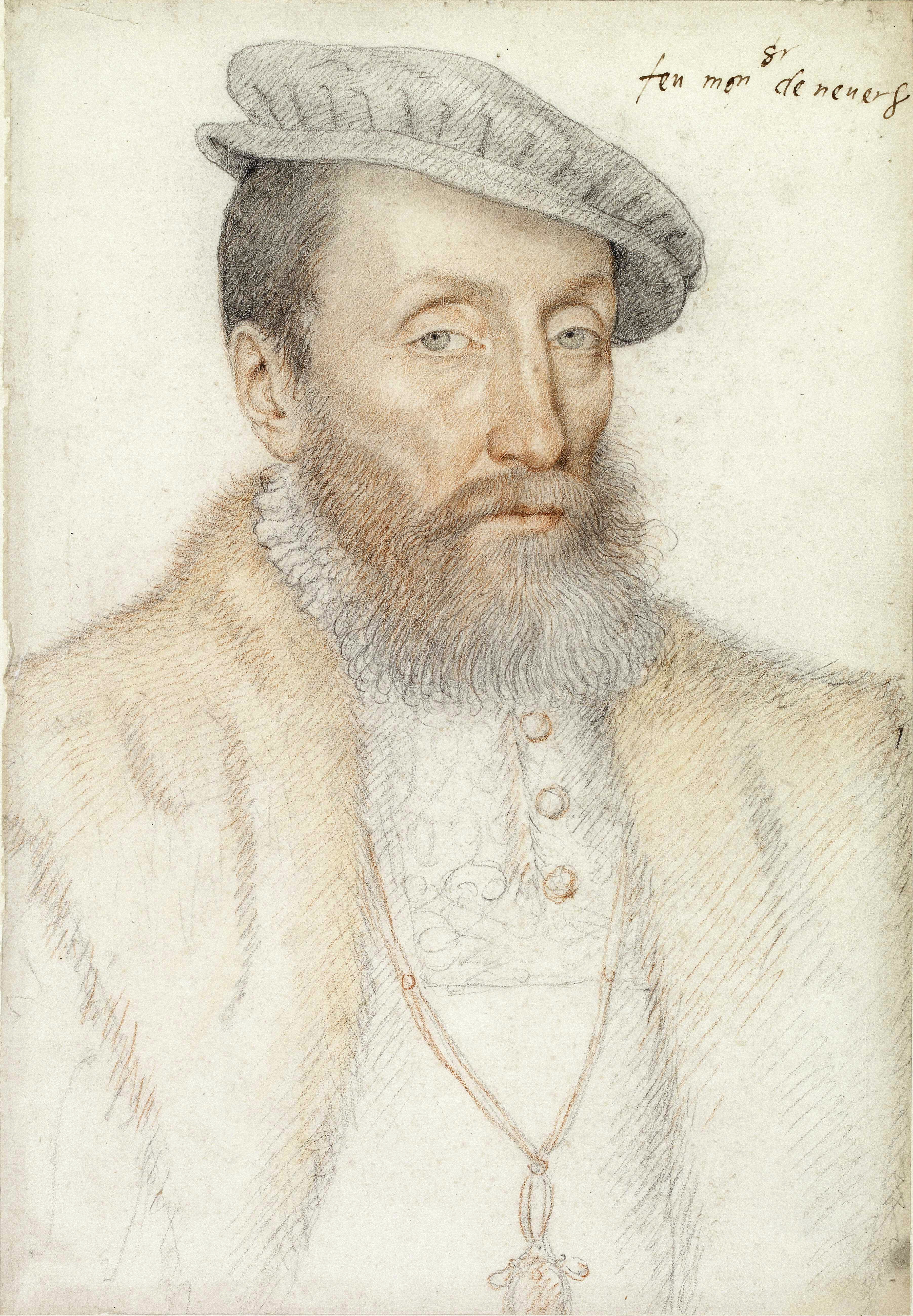
Francisc I de Cleves, Duce de Nevers (de François Clouet)

Francisc I de Cleves (2 septembrie 1516 – 13 februarie 1561) a fost comandant al armatei regale franceze și primul Duce de Nevers. A participat la suprimarea a conspirației Amboise.
A fost singurul fiu al lui Carol al II-lea de Nevers (care a murit la Luvru în 1521) și a Mariei d'Albret, contesă de Rethel.  Francisc l-a succedat pe tatălui său la titlurile de conte de Nevers și Eu. În 1539 el a devenit Duce de Nevers. Când mama sa a murit în 1549, el a moștenit, de asemenea, titlul de conte de Rethel.
În 1538, Francisc s-a căsătorit cu Marguerite de Bourbon-La Marche (1516–1589), fiica lui Charles de Bourbon, Duce de Vendôme și Françoise de Alençon, și sora lui Antoine of Navarre, care a devenit tatăl regelui Henric al IV-lea al Franței.
Ei au avut cinci copii: 
- Francisc II, Duce de Nevers (1540–1562), al 2-lea Duce, fără copii.
- Henriette de Cleves (1542–1601); căsătorită cu Louis Gonzaga, Duce de Nevers, și a devenit a 4-a Ducesă de Nevers după moartea fraților ei.
- Jacques, Duce de Nevers (1544–1564), al 3-lea Duce, fără copii.
- Catherine de Cleves (1548–1633); căsătorită cu Antoine III de Croy și Henric I, Duce de Guise.
- Marie de Cleves (1553–1574); căsătorită cu Henric I de Bourbon, prinț de Condé.